# Dočasná národní přechodná rada
Dočasná národní přechodná rada (arabsky المجلس الوطني الإنتقالي, al-madžlis al-waṭaní al-'intiqálí) byl nejvyšší orgán povstalců v libyjské občanské válce, bojujících proti jednotkám Muammara Kaddáfího. V současnosti je též vládou Libye.
Dočasná národní přechodná rada byla vytvořena 27. února 2011 v centru povstání ve městě Benghází. Zpočátku ji tvořilo 33 členů, v současnosti se rozšířil jejich počet na 51, přičemž existují návrhy na další rozšíření. Předsedou je bývalý ministr spravedlnosti Mustafa Abdul Džalíl, premiérem Abdar Rahím Kíb, mluvčím advokát Abdul Háfiz Ghoga a vrchním velitelem ozbrojených sil byl generál Abdul Fatah Júnis, který byl za nejasných okolností 29. července 2011 zavražděn, a posléze ho nahradil generál Haftar.
V srpnu 2011 slíbil předseda Dočasné národní přechodné rady Mustafa Džalíl vypsání svobodných voleb během osmi měsíců. V těchto volbách pak měl být zvolen sněm 200 reprezentantů, který měl sestavit ústavu Libye a do 30 dnů od první schůze stanovit datum voleb, vzdálený ne více než šest měsíců od jejího konání.
Volby proběhly 7. července 2012, čímž se role Národní přechodové rady zakončila a moc byla 8. srpna předána Národnímu kongresu.. Kvůli sporům o počtu delegátů z jednotlivých částí Libye v kongresu však zároveň Národní přechodová rada těsně před volbami rozhodla, že samotnou ústavu vytvoří nezávislý, přímo volený orgán s rovným zastoupením účastníků ze tří regionů Libye, tj. Kyrenaiky, Fezzánu a Tripolska. Půjde o první platnou ústavu od roku 1969.

## Složení Dočasné národní přechodné rady
V současnosti má Dočasná národní přechodná rada dvě hlavní části.
Legislativní částí je samotná Národní přechodová rada, ta se skládá ze 51 reprezentantů libyjských měst a pověřenců, kteří zastupují některé klíčové skupiny či rezorty (například Dr. Salwa Fawzi El-Deghali zastupuje ženy a věnuje se i právní problematice).
Druhou částí je Výkonná rada. Je složena z 15 členů a uvádí v praxi rozhodnutí Přechodné rady. Tvoří ji odborníci spravující přidělené rezorty jako je zdravotnictví, ekonomika či doprava.

## Uznání Dočasné národní přechodné rady

Znak Národní přechodné rady

Vlajka povstalců, původně Libyjského království (1951–1969)

Dne 10. března 2011 uznala Francie jako první stát světa tuto Radu za legitimního představitele Libye. Dne 23. března 2011 oznámili představitelé Dočasné národní přechodné rady vytvoření Libyjské republiky s Džalílem jako prezidentem a Mahmúdem Džibrílem jako předsedou vlády. Zároveň převzali státní symboly královské Libye z let 1951-1969. Povstalci také založili organizace jako centrální banka, úřad pro ropný průmysl nebo televizní stanice. Jejich cílem je po svržení Kaddáfího uspořádat referendum o nové ústavě a pak svobodné volby.
Po Francii uznaly povstaleckou vládu také Katar (28. března), Maledivy (3. dubna), Itálie (4. dubna) a další státy. Některé země sice Dočasné národní přechodné radě poskytly faktickou podporu, ale oficiální diplomatické styky s ní navázaly později: USA a Japonsko 15. července, Spojené království 27. července či Egypt a Tunisko 22. srpna. Po dobytí hlavního města Tripolisu uznala přechodovou radu i Česká republika. Podporu této organizaci vyjádřil také libyjský exilový panovník Muhammad as-Senussi.
Dočasná národní přechodová rada nakonec 16. září 2011 získala uznání Valného shromáždění OSN jakožto legitimní zástupce Libye poměrem 114 hlasů ku 17. 15 států se zdrželo hlasování.

## Výhrady k libyjské opozici
Libyjská opozice měla od počátku sympatie světové veřejnosti[zdroj⁠?!], i když v současnosti bývá terčem kritiky za špatné vedení války a spoléhání na zahraniční pomoc. Podle některých osobností (například amerického admirála Jamese Stavridise) se vyskytují mezi opozicí i radikální islamisté.